# Body-Xtreme Invitational
Der Body-Xtreme Invitational, kurz BXI ist ein Bodybuilding-Einladungswettkampf in Deutschland. Er findet nach den Regeln des DBFV e.V. (Deutscher Bodybuilding und Fitness Verband) statt, welcher die IFBB (International Bodybuilding Federation) in Deutschland repräsentiert. Es nehmen die besten Athleten aus Europa teil, weshalb zum Teil auch die Bezeichnung Body-Xtreme Bodybuilding Europameisterschaft verwendet wird; auch Athleten aus anderen Kontinenten können auf Einladung teilnehmen.
Obwohl es sich um einen Wettkampf für Amateure handelt, orientiert sich der Body-Xtreme Invitational in vielen Punkten an den Profi-Wettkämpfen der IFBB. So gibt es u. a. keine Gewichtsklassen, so dass nur in drei Klassen gestartet wird: Männer Bodybuilding, Frauen Bodybuilding und Frauen Fitness Leistung.
Der Body-Xtreme Invitational findet zu Beginn der Herbstsaison in der Jahrhunderthalle in Frankfurt am Main statt (2004 war die Veranstaltung noch in Mainz) und gehört mit seinem internationalen Starterfeld und nach Veranstalterangaben ca. 1.300 Zuschauern zu den größten Bodybuilding-Wettkämpfen Europas.

## Sieger
| Jahr | Männer             | Frauen           | Fitness Leistungsklasse |
| ---- | ------------------ | ---------------- | ----------------------- |
| 2004 | Thomas Scheu       | Jana Linke-Sippl | Rosana Müller           |
| 2005 | Tarek El Setouhi   | Jana Linke-Sippl | Dorota Szczesna         |
| 2006 | Thomas Scheu       | Desiree Dümpel   | Dorota Szczesna         |
| 2007 | Clarence Devis     | ---              | ---                     |
| 2008 | Robert Piotrkowicz | ---              | ---                     |
| 2009 | Alexey Lesukov     | Roberta Tuor     | ---                     |

## Liste bisheriger Gaststars
| Name                 |
| -------------------- |
| Markus Rühl          |
| Phil Heath           |
| Dennis James         |
| Mustafa Mohammed     |
| Piotr Gluckowski     |
| Dennis Wolf          |
| Heiko Kallbach       |
| Jaroslav Horvath     |
| Mario Rieger         |
| Nicole Pfützenreuter |
| Steve Namat          |
| Andy Dörner          |
| Ronny Rockel         |
| Clarence Devis       |
| Markus Becht         |

## Rückblick

### 2004
Im Jahr 2004 fand der BXI, wie der Wettkampf auch abgekürzt bezeichnet wird, zum ersten Mal statt. Veranstaltungsort war damals die Rheingoldhalle in Mainz, nachdem der Hessische Bodybuilding und Kraftsportverband (HBBKV e.V.) ein Veto eingelegt hatte und der Event damit nicht in Hessen stattfinden durfte.
Das Veranstaltungskonzept rief zu Beginn sehr viele Skeptiker auf den Plan, die ihre Zweifel daran äußerten, dass eine Veranstaltung in der Dimension überhaupt in Deutschland durchführbar und vor allem finanzierbar sei.
Auch viele Athleten, die eigentlich Preisgeldwettkämpfe forderten, blieben der Veranstaltung fern und wollten erstmal den BXI 2004 abwarten, insbesondere weil damals nicht von Anfang an sicher schien, dass der DBFV die Veranstaltung genehmigt.
Auch viele Aussteller wollten erst 2004 abwarten, bevor sie sich zur Teilnahme an der Body-Xtreme EXPO in den folgenden Jahren entschlossen.
So waren lediglich eine Handvoll Aussteller und nur sieben Athleten in der Männerklasse am Start. Es gewann Thomas Scheu vor Eddie Derzapf und Christos Taranazis.
Allen Skeptikern zum Trotz wurde bereits der erste Body-Xtreme Invitational ein echter Erfolg. Insgesamt 1200 Zuschauer fanden ihren Weg in die Rheingoldhalle. Die Veranstalter boten insgesamt drei Gaststars und zwei Show-Events auf.

### 2005
2005 zog der BXI in die Jahrhunderthalle Frankfurt um. Der HBBKV versuchte damals mit anwaltlicher Unterstützung, die Veranstaltung zu verhindern, scheiterte jedoch.
Für die Body-Xtreme EXPO kann man dieses Jahr als Durchbruch bezeichnen, fanden sich doch insgesamt 18 Aussteller in der Jahrhunderthalle ein.
Die Veranstalter konnten in diesem Jahr aus der deutschen Bodybuildingelite schöpfen und so bot der Body-Xtreme Invitational 2005 einen interessanten Dreikampf um den Sieg zwischen Tarek El Setouhi, Thomas Scheu und Werner Zenk, der in diesem Jahr vorher die World Games gewann. Die Athleten platzierten sich dann in der genannten Reihenfolge.

### 2006
Ist 2005 als Durchbruch für die Body-Xtreme EXPO zu bezeichnen, kann man 2006 als Durchbruch für den Bodybuildingwettkampf bezeichnen, denn das Feld war derart international und hochkarätig besetzt, dass die Veranstaltung bereits im Vorfeld großes Interesse erweckte. Es waren Teilnehmer aus Frankreich, Belgien, Schweden, Polen, Österreich und natürlich Deutschland am Start. Die ausländischen Athleten starteten zum ersten Mal in Deutschland, was den Wettkampf sowohl für Zuschauer, wie auch Athleten interessant machte.

### 2007
Die Body-Xtreme 2007 fand am Tag der Deutschen Einheit statt. Zum ersten Mal durften sich die Athleten verkleiden. Der Wettkampf wurde zunehmend zum Showspektakel, bei dem der Veranstalter jedoch den Spagat zwischen modernem Showevent und traditionellem Sportwettkampf zu bewältigen versucht.

### 2008
Am 4. Oktober 2008 fand der 5. BXI in der Jahrhunderthalle Frankfurt statt.
Als Gaststars waren anwesend: IFBB Profis Ronny Rockel, Clarence Devis und Markus Becht, IFBB Figure Kamila Porczyk.
Außerdem gab es erstmals eine Strongman Challenge, wodurch der Body-Xtreme Invitational zum umfassenden Kraftsportspektakel wurde. Der deutsche Meister im Kraftdreikampf, „Dr. Bein“ Andy Dörner beugte 405 kg.